# Georges Thurston
Pour les articles homonymes, voir Thurston et Boule Noire.
Georges Thurston, également connu sous le nom de Boule Noire, né à Bedford (Québec) le 29 décembre 1951 et mort le 18 juin 2007 à Montréal (Québec), est un musicien, auteur-compositeur-interprète, producteur et animateur de radio canadien.
Il est notamment connu pour ses succès musicaux Aimer d'amour et Aimes-tu la vie ?

## Biographie

### Famille et jeunesse
Georges Thurston est le fils biologique d’une femme blanche québécoise et d’un joueur de baseball afro-américain. Il est abandonné dès la naissance et placé sous la responsabilité de la Crèche d’Youville. Lors des journées d’adoption, les religieuses le mettent de l’avant en raison de sa couleur de peau. À l’âge de deux ans, il est adopté par Lucienne Lamarche et Charlemagne Laurin au Lac-des-Seize-Îles, dans la région des Laurentides.
Durant les années suivantes, il grandit avec ses frères et sœurs d’adoption. Cependant, lorsqu'il atteint l’âge de neuf ans, la direction de la protection de la jeunesse (DPJ) le retire de sa famille puisque sa mère adoptive est gravement malade. C’est très difficile pour le jeune garçon d’être séparé de son cercle familial. Par la suite, il passe son adolescence dans une vingtaine de foyers d’accueil dans la ville de Saint-Jérôme. Il est témoin de beaucoup de violences, autant physiques que psychologiques, tout au long de son adolescence. C’est d’ailleurs sa quête de la justice qui le guide à l’école de réforme.
Un peu plus tard et sans qu’il s’y attende, une inconnue lui offre une guitare, ne se doutant pas que celle-ci allait complètement changer le cours de la vie du jeune homme.
Il commence à s’intéresser davantage à la musique durant son adolescence. C’est en partie son amour de la musique ainsi que son humour qui l’aident à passer à travers son enfance tourmentée. Plusieurs années plus tard, il utilise encore le rire pour guérir ses blessures du passé et pour oublier son enfance difficile.

### Carrière
En 1965, Georges Thurston fait partie d'un groupe de R&B nommé les Zinconnus. En 1968, il décide de passer en solo et réalise ses premiers singles sous son vrai nom. Ayant peu de succès, il joue du piano, de la guitare et de la batterie pour plusieurs artistes, dont Robert Charlebois, Claude Dubois et Nanette Workman. Il participe comme chanteur d'arrière-plan au single Hey Lord-Valentine de Robert Salagan, qui sort le 14 février 1972 sous la distribution du label Polydor Canada, et à la version française de la même chanson, Valentine, sur disques Spectrum.
En 1975, il décide de changer son nom d'artiste pour Boule Noire, en raison de sa coupe afro. Il connaît son premier succès en 1976 avec la chanson Aimes-tu la vie ?, en plus d'écrire des chansons pour le groupe pop Toulouse.
Entre 1978 et 1980, il travaille principalement avec les paroliers Pierre Létourneau (Il me faut une femme, Combien de temps...) et Jocelyne Berthiaume (À fleur de peau, Constance...) ainsi qu'avec les compositeurs Angelo Finaldi et Hovaness « Johnny » Hagopian (J'ai besoin d'amour, Discomania...). En 1979, il connaît un important succès avec l'album Aimer d'amour, qui se vend à plus de 100 000 exemplaires, ce qui lui permet d'entreprendre une tournée. Il travaille alors avec le producteur Yves Martin.
Au cours des années 1980, il sort plusieurs albums et représente en 1986 le Québec au Festival international de musique de l'université de Californie à Los Angeles. En 1985, il participe comme choriste à la fondation Québec-Afrique en chantant dans le projet collectif « Les Yeux de la faim ».
En 2000, il devient animateur de radio et anime[Où ?], la fin de semaine, l'émission Les Années Boomers.
En février 2006, Thurston apprend qu'il est atteint d'un cancer colorectal incurable. Ayant déjà commencé l'album Last Call... dernier rappel (dont le titre était déjà décidé), il inclut quelques nouvelles chansons relatives à sa maladie sur l'album (dont une pour annoncer son état de santé à son fils).

### Vie privée et mort
Georges Thurston se marie à Las Vegas en octobre 2006.
Il meurt le 18 juin 2007, à l'âge de 55 ans, des suites d'un cancer colorectal de niveau 4, une semaine après avoir lancé son autobiographie, Aimes-tu la vie ? Une émission spéciale, intitulée Boule Noire... Aimes-tu la Vie ?, lui est dédiée sur le réseau TVA le 23 mars 2008 à 21h30.
Pour rendre hommage à ce chanteur, la ville de Saint-Jérôme change le nom de la rue de La Gare pour la « rue Georges-Thurston ». De plus, l’artiste Rouks One peint une murale illustrant Boule Noire en spectacle sur un édifice du Cégep de Saint-Jérôme, en son honneur.

## Discographie
- 1972 : Valentine (single) [6]
- 1976 : Boule Noire
- 1976 : Les années passent
- 1976 : Potion magique (en collaboration avec le groupe Toulouse)
- 1978 : Aimer d'amour
- 1979 : Il me faut une femme
- 1980 : Love me please love me
- 1980 : Première
- 1980 : Primitif
- 1982 : Boule Noire Reggae
- 1987 : Le tour des îles
- 1991 : Résolution
- 1992 : Soul pleureur
- 1995 : Let it be
- 2003 : Réunion
- 2006 : Last call... dernier rappel